# Chapoda festiva
Espèce
Chapoda festiva est une espèce d'araignées aranéomorphes de la famille des Salticidae.

## Distribution
Cette espèce se rencontre au Brésil, au Guatemala et au Panama.

## Description
Le mâle mesure 5,8 mm et la femelle 5,5 mm.

## Publication originale
- Peckham & Peckham, 1896 : Spiders of the family Attidae from Central America and Mexico. Occasional Papers of the Natural History Society of Wisconsin, vol. 3, no 1, p. 1-101 (texte intégral).